# 峨眉泽兰
峨眉泽兰（学名：Eupatorium omeiense）为菊科泽兰属的植物，是中国的特有植物。分布在中国大陆的四川等地，生长于海拔1,000米至1,700米的地区，多生长在山坡路边，目前尚未由人工引种栽培。